# أدريانا روميرو
أدريانا روميرو (بالإسبانية: Adriana Romero Henríquez)‏ هي ممثلة كولومبية، ولدت في 1979 في بوغوتا في كولومبيا.

## وصلات خارجية
- أدريانا روميرو على موقع IMDb (الإنجليزية)